# Булатов, Станислав Вячеславович
Станислав Вячеславович Булатов (род. 1938, Свердловск) — советский хоккеист, нападающий.

## Биография
В сезоне 1954/55 играл в классе «Б» за «Динамо» Свердловск.
Следующие семь сезонов провёл в командах класса «А» «Авангард» / «Кировец» Ленинград (1956/57 — 1958/59), СКВО / СКА Ленинград (1959/60 — 1960/61), «Даугава» Рига (1961/62), «Спартак» Свердловск (1962/63).
Играл во 2 группе класса «А» за «Спартак» (1963/64), «Вымпел» / «Торпедо» Минск (1964/65 — 1967/68), «Водник» Ванино (1970/71, класс «Б»).
Скончался в 1970-е годы.